# Episodi di Alfred Hitchcock presenta (serie televisiva 1955) (settima stagione)
La settima stagione della serie televisiva Alfred Hitchcock presenta è composta da 39 episodi, trasmessi per la prima volta negli Stati Uniti tra il 10 ottobre 1961 e il 3 luglio 1962 (l'ultimo dei quali trasmesso solo in Syndication) .
| n° | Titolo originale                         | Titolo italiano          | Prima TV USA                        | Prima TV Italia |
| -- | ---------------------------------------- | ------------------------ | ----------------------------------- | --------------- |
| 1  | The Hatbox                               | La cappelliera           | 10 ottobre 1961                     |                 |
| 2  | Bang! You're Dead!                       | Mani in alto             | 17 ottobre 1961                     |                 |
| 3  | Maria                                    | inedito                  | 24 ottobre 1961                     | inedito         |
| 4  | Cop for a Day                            | Un giorno da poliziotto  | 31 ottobre 1961                     |                 |
| 5  | Keep Me Company                          | Per un po' di compagnia  | 7 novembre 1961                     |                 |
| 6  | Beta Delta Gamma                         | inedito                  | 14 novembre 1961                    | inedito         |
| 7  | You Can't Be a Little Girl All Your Life | inedito                  | 21 novembre 1961                    | inedito         |
| 8  | The Old Pro                              | inedito                  | 28 novembre 1961                    | inedito         |
| 9  | I Spy                                    | La spia                  | 5 dicembre 1961                     |                 |
| 10 | Services Rendered                        | inedito                  | 12 dicembre 1961                    | inedito         |
| 11 | The Right Kind of Medicine               | Il farmaco adatto        | 19 dicembre 1961                    |                 |
| 12 | A Jury of Her Peers                      | Un gruppo di amici       | 26 dicembre 1961                    |                 |
| 13 | The Silk Petticoat                       | inedito                  | 2 gennaio 1962                      | inedito         |
| 14 | Bad Actor                                | inedito                  | 9 gennaio 1962                      | inedito         |
| 15 | The Door Without a Key                   | inedito                  | 16 gennaio 1962                     | inedito         |
| 16 | The Case of M.J.H.                       | inedito                  | 23 gennaio 1962                     | inedito         |
| 17 | The Faith of Aaron Menefee               | inedito                  | 30 gennaio 1962                     | inedito         |
| 18 | The Woman Who Wanted to Live             | inedito                  | 6 febbraio 1962                     | inedito         |
| 19 | Strange Miracle                          | inedito                  | 13 febbraio 1962                    | inedito         |
| 20 | The Test                                 | La prova                 | 20 febbraio 1962                    |                 |
| 21 | Burglar Proof                            | A prova di ladro         | 27 febbraio 1962                    |                 |
| 22 | The Big Score                            | inedito                  | 6 marzo 1962                        | inedito         |
| 23 | Profit-Sharing Plan                      | inedito                  | 13 marzo 1962                       | inedito         |
| 24 | Apex                                     | Errore di persona        | 20 marzo 1962                       |                 |
| 25 | The Last Remains                         | inedito                  | 27 marzo 1962                       | inedito         |
| 26 | Ten O'Clock Tiger                        | La tigre del ring        | 3 aprile 1962                       |                 |
| 27 | Act of Faith                             | inedito                  | 10 aprile 1962                      | inedito         |
| 28 | The Kerry Blue                           | inedito                  | 17 aprile 1962                      | inedito         |
| 29 | The Matched Pearl                        | La perla nera            | 24 aprile 1962                      |                 |
| 30 | What Frightened You, Fred?               | Vigilato speciale        | 1º maggio 1962                      |                 |
| 31 | Most Likely to Succeed                   | Compagno di scuola       | 8 maggio 1962                       |                 |
| 32 | Victim Four                              | inedito                  | 15 maggio 1962                      | inedito         |
| 33 | The Opportunity                          | inedito                  | 22 maggio 1962                      | inedito         |
| 34 | The Twelve Hour Caper                    | Organizzazione perfetta  | 29 maggio 1962                      |                 |
| 35 | The Children of Alda Nuova               | inedito                  | 5 giugno 1962                       | inedito         |
| 36 | First Class Honeymoon                    | Una proposta vantaggiosa | 12 giugno 1962                      |                 |
| 37 | The Big Kick                             | inedito                  | 19 giugno 1962                      | inedito         |
| 38 | Where Beauty Lies                        | inedito                  | 26 giugno 1962                      | inedito         |
| 39 | The Sorcerer's Apprentice                | inedito                  | 3 luglio 1962 (solo in Syndication) | inedito         |

## La cappelliera
- Titolo originale: The Hatbox
- Diretto da: Alan Crosland Jr.
- Scritto da: Henry Slesar

### Trama
Il professor Jarvis è un insegnante di anatomia che scopre che uno dei suoi studenti, Perry Hatch, sta imbrogliando durante l'esame. Perry chiede perdono, ma Jarvis minaccia di dirlo al padre di Perry. Più tardi, Perry fa visita a Jarvis per cercare di convincerlo a cambiare idea. A casa di Jarvis, Perry vede il professore buttare una vecchia cappelliera. Sapendo che la moglie di Jarvis, Margaret, non si vede da un po', inizia a sospettare qualcosa di losco. Rovista nella cappelliera e trova un cappello nuovo di zecca, che è molto strano che venga buttato via. Perry informa un ispettore di polizia di nome Roman che interroga Jarvis. Jarvis afferma che lui e sua moglie sono separati e nega che ci siano state delle irregolarità. Roman accetta la storia di Jarvis e restituisce il cappello di sua moglie. Jarvis porta il cappello nel suo studio. Appoggia il cappello su uno scheletro appeso lì e dice "Buonanotte, Margaret".
- Interpreti: Paul Ford (professor Jarvis), Billy Gray (Perry Hatch).

## Mani in alto
- Titolo originale: Bang! You're Dead
- Diretto da: Alfred Hitchcock
- Scritto da: Harold Swanton (sceneggiatura) e Margery Vosper (soggetto)

### Trama
Un bambino di nome Jackie Chester è felice quando suo zio Rick arriva dall'Africa con un regalo a sorpresa. Incapace di aspettare fino a quando Rick non disfa i bagagli, Jackie fruga fra le valigie di suo zio e trova una pistola carica. Jackie pensa che sia un giocattolo, il regalo promesso da suo zio, ed esce per giocarci. I genitori di Jackie e lo zio Rick scoprono che Jackie è a piede libero con una pistola carica e si mettono freneticamente a cercarlo. Dopo aver mirato e non aver sparato con la pistola a varie persone, Jackie torna a casa e chiede alla cameriera di giocare con lui. Quando dice che è troppo occupata, Jackie punta la pistola e spara. Lo zio Rick e i genitori arrivano giusto in tempo per deviare il colpo.
- Interpreti: Bill Mumy (Jackie Chester).

## Maria
- Diretto da: Boris Sagal
- Scritto da: John Collier (sceneggiatura) e John Wyndham (soggetto)

### Trama
Leo Torbey lavora in un luna park e un giorno si sveglia dopo una notte di bevute per scoprire di aver comprato una strana scimmia per il suo baraccone. La scimmia è in realtà una nana travestita da scimmia di nome Maria che disegna ritratti di persone. Maria si innamora di Leo, il che causa problemi alla moglie di Leo, Carol. Quando Leo è via, El Magnifico cerca di sedurre Carol. Maria disegna un quadro raffigurante Carol ed El Magnifico in un abbraccio. Vedendo la foto, Leo accusa Carol di tradirlo e la butta fuori dopo una rabbiosa lite. Avendo finalmente Leo tutto per sé, Maria gli confessa il suo amore. Con rabbia, Leo rifiuta il suo affetto e la vende a un altro carnefice di nome Benny. Leo scrive a sua moglie pregandola di tornare. Sfortunatamente, Leo viene ucciso da Benny che è stato portato a una furia omicida dopo aver visto un disegno di Maria, che mostrava Leo e la moglie di Benny in un romantico abbraccio.
- Interpreti: Nita Talbot (Carol Torbey), Norman Lloyd (Leo Torbey).

## Un giorno da poliziotto
- Titolo originale: Cop for a Day
- Diretto da: Paul Henreid
- Scritto da: Henry Slesar

### Trama
Phil e Davey sono due rapinatori che si mettono nei guai quando Davey spara a un corriere durante una rapina. C'è un testimone del crimine e quando il corriere muore, Phil si rende conto che ora devono affrontare un'accusa di omicidio. È determinato a eliminare il testimone. Escogita un piano, ma si rifiuta di dirlo a Davey. Phil si traveste da agente di polizia, inganna le guardie e riesce a entrare nell'appartamento del testimone. Uccide il testimone e riesce a fuggire. Più tardi, quando torna al suo nascondiglio, Davey gli spara, scambiandolo per un vero poliziotto che viene ad arrestarlo.
- Interpreti: Walter Matthau (Phil), Glenn Cannon (Davey).

## Per un po' di compagnia
- Titolo originale: Keep Me Company
- Diretto da: Alan Crosland Jr.
- Scritto da: Henry Slesar

### Trama
Quando suo marito Marco le dice, per l'ennesima volta, che sta lavorando fino a tardi con suo fratello, Julia Reddy si arrabbia. Più tardi, quando sente un rumore, chiama la polizia. La polizia pensa che sia un falso allarme e non interviene, ma a Julia viene un'idea. Chiama un detective e gli chiede di trovare un ladro. Quando il detective arriva, lei cerca di sedurlo. Marco torna a casa, ma quando vede la coppia, non si ingelosisce. Cerca di scappare. Il detective arresta Marco e Julie scopre che Marco e suo fratello hanno rapinato i magazzini di notte. Il suo trucco inconsapevole su suo marito lo ha fatto arrestare.
- Interpreti: Anne Francis (Julia Reddy), Edmund Hashim (Marco).

## Beta Delta Gamma
- Diretto da: Alan Crosland Jr.
- Scritto da: Calvin Clements Sr.

### Trama
Mark e Alan sono ragazzi della confraternita. Durante una festa della confraternita sulla spiaggia, Mark sfida Alan a una gara di bevute. Alan beve una brocca piena di birra, ma Mark si rifiuta di fare altrettanto. Alan si arrabbia, ma lui e Mark alla fine svengono. Il resto della confraternita decide di fare uno scherzo ad Alan, iniettando a Mark una sostanza per farlo sembrare morto. Mettono un'arma insanguinata nella mano di Alan, sperando che quando si sveglierà penserà di aver ucciso Mark. Lo scherzo va secondo i piani finché Alan non decide di coprire l'omicidio, seppellendo il corpo di Mark sulla spiaggia. Quando lo scherzo gli viene rivelato, torna disperatamente sulla spiaggia. Purtroppo l'alta marea ha spazzato via ogni traccia della tomba di Mark.
- Interpreti: Burt Brinckerhoff (Alan), Duke Howard (Mark), Barbara Steele (Phyllis).

## You Can't Be a Little Girl All Your Life
- Titolo originale: You Can't Be a Little Girl All Your Life
- Diretto da: Norman Lloyd
- Scritto da: Helen Nielsen (sceneggiatura) e Stanley Ellin (soggetto)

### Trama
Mentre suo marito è via, Julie Barton viene aggredita nella sua casa da un intruso. Non lo guarda bene, ma riesce a respingerlo. Durante la colluttazione riesce a strappare uno dei guanti di pelle dell'intruso. Julie è terrorizzata e, quando va a identificare l'intruso in una fila di sospettati alla polizia, indossa un paio di occhiali da sole scuri. Identifica uno degli uomini e suo marito Tom lo attacca. Sfortunatamente Tom si rompe una gamba. Più tardi, mentre Tom si prepara ad andare dal dottore, Julie nota un guanto di pelle strappato in suo possesso. Tom rivela che la pressione del lavoro gli ha causato un esaurimento nervoso. Ammette di essere scattato e di averla aggredita. Julie va alla polizia e dice ai poliziotti che hanno preso l'uomo sbagliato.
- Interpreti: Dick York (Tom Barton), Carolyn Kearney (Julie Barton).

## The Old Pro
- Diretto da: Paul Henreid
- Scritto da: Calvin Clements Sr. (sceneggiatura) e H.A. De Rosso (soggetto)

### Trama
Loretta Burns crede che suo marito Frank sia un ex ingegnere, ma in realtà è un sicario in pensione. Quando un uomo minaccia di raccontare a Loretta il passato di Frank, Frank uccide lui e il suo partner. Sentendo la notizia, l'ex capo di Frank insiste affinché Frank torni al lavoro. Dice a Frank che se non lo fa sua moglie potrebbe finire per essere eliminata.
- Interpreti: Richard Conte (Frank Burns).

## La spia
- Titolo originale: I Spy
- Diretto da: Norman Lloyd
- Scritto da: John Collier (sceneggiatura) e John Mortimer (soggetto)

### Trama
Un investigatore privato di nome Frute viene assunto da un uomo chiamato capitano Morgan per spiare sua moglie. Morgan è convinto che sua moglie lo tradisca. Quando Frute inizia a seguire la signora Morgan, inizia a innamorarsi di lei. I due iniziano una relazione anche se la signora Morgan non sa che è stato assunto per spiarla. Più tardi, il capitano Morgan chiede prove dell'infedeltà di sua moglie. Frute gli fornisce descrizioni dettagliate dei suoi incontri con la signora Morgan. Con rabbia, Morgan chiede il divorzio e quindi apre la strada a una relazione tra Frute e la signora Morgan.
- Interpreti: Kay Walsh (signora Morgan), Eric Barker (Frute).

## Services Rendered
- Diretto da: Paul Henreid
- Scritto da: William Link e Richard Levinson

### Trama
Mentre passa davanti a un cantiere un giovane viene colpito alla testa e da quel momento soffre di amnesia. Non riesce a ricordare né chi è, né dove stava andando. Gli unici indizi che trova nel portafoglio: una banconota da mille dollari e il nome del dottor Ralph Mannix. Fa visita a Mannix, ma il dottore non lo riconosce. Il dottore suggerisce che qualcosa di familiare potrebbe far tornare i suoi ricordi. Vede una foto della moglie del medico e si chiede se ha una moglie tutta sua. Più tardi la sua memoria ritorna. Si rende conto che i mille dollari provenivano dalla moglie del dottore. È un sicario e lei lo ha assunto per uccidere suo marito. Fa visita di nuovo al medico e adempie al suo contratto.
- Interpreti: Hugh Marlowe (l'uomo con l'amnesia).

## Il farmaco adatto
- Titolo originale: The Right Kind of Medicine
- Diretto da: Alan Crosland Jr.
- Scritto da: Henry Slesar

### Trama
Charlie Pugh è un ladro che un giorno uccide un poliziotto durante una sparatoria. Sfortunatamente, c'è un testimone e lo stesso Charlie è stato ferito. Charlie fa visita al dottor Vogel che gli prescrive un antidolorifico. Quando va in farmacia sente la sua stessa descrizione alla radio della farmacia. Il farmacista, il signor Fletcher, non si rende conto che Charlie è l'assassino e gli dà l'antidolorifico. Più tardi Charlie torna al suo appartamento, ma non prende il farmaco. Vuole stare all'erta nel caso debba scappare. Decide di andare fuori città e si dirige alla stazione degli autobus. Mentre sta partendo per la stazione degli autobus, vede Vernon, un impiegato della farmacia. Pensando che Vernon sappia che lui è un criminale, lo uccide e se ne va. Il signor Fletcher viene chiamato per identificare il corpo di Vernon. Quando arriva, rivela di aver mandato Vernon da Charlie perché ha commesso un errore: al posto di un antidolorifico gli ha dato una bottiglietta di veleno.
- Interpreti: Robert Redford (Charlie Pugh), Joby Baker (dottor Vogel).

## Un gruppo di amici
- Titolo originale: A Jury of Her Peers
- Diretto da: Robert Florey
- Scritto da: James P. Cavanagh (sceneggiatura) e Susan Glaspell (soggetto)

### Trama
In una fredda e ventosa giornata nell'immaginaria contea di Dickson, Martha Hale viene chiamata bruscamente per recarsi sulla scena di un crimine. Nel calesse c'è Lewis Hale, suo marito, lo sceriffo Peters, lo sceriffo della contea, e la signora Peters, la moglie dello sceriffo. Si precipita fuori per unirsi a loro nel calesse e il gruppo parte. Arrivano sulla scena del crimine: la casa solitaria dei Wright. Immediatamente la signora Hale si sente in colpa per non aver fatto visita alla sua amica Minnie Foster da quando si è sposata ed è diventata la signora Wright (la moglie del morto) vent'anni prima. 
Una volta che l'intero gruppo è al sicuro all'interno della casa, al signor Hale viene chiesto di descrivere al procuratore della contea ciò che aveva visto e vissuto il giorno prima. 
Nonostante le gravi circostanze, racconta la sua storia in modo prolisso e poco ponderato, tendenze che fatica a evitare per tutto il tempo. La storia inizia con l'avventura del signor Hale a casa del signor Wright per convincere Wright a comprare un telefono. Entrando in casa, trova la signora Wright in uno stato delirante e viene a sapere che il signor Wright è stato presumibilmente strangolato. 
La natura curiosa delle donne e l'attenzione molto particolare ai minimi dettagli consentono loro di trovare prove della colpevolezza della signora Wright e delle sue motivazioni. Gli uomini invece non sono in grado di procurarsi alcuna prova. Le donne trovano l'unica prova utilizzabile: l'uccello morto nella scatola. Viene affermato che Minnie amava sentirlo cantare e suo marito gliel'ha portato via. Ma ora trovando il suo uccello morto e con il collo rotto (con l'implicazione che il marito l'ha ucciso), è evidente che la signora Wright ha ucciso suo marito. La signora Hale e la signora Peters usano la loro conoscenza ed esperienza di due "donne rurali del Midwest" per comprendere la sofferenza della signora Wright, quando l'unico essere vivente intorno a lei è morto. Le donne trovano giustificazione nelle azioni della signora Wright e continuano a nascondere ciò che trovano agli uomini. Alla fine, il comportamento delle donne impedirà apparentemente una condanna. La storia finisce qui e non si sposta sugli eventi dopo che hanno lasciato la casa.
- Interpreti: Ann Harding (Sarah Hale), June Walker (Millie Wright).

## The Silk Petticoat
- Diretto da: John Newland
- Scritto da: Norman Ginsbury (sceneggiatura), Halsted Welles (sceneggiatura) e Joseph Shearing (soggetto)

### Trama
Elisa Minden inizia a ripensare al matrimonio con Sir Humphrey J. Orford. Ha questi ripensamenti perché lui l'ha portata sulla tomba della sua prima moglie e ha parlato della tortura come un modo per purificare i colpevoli di infedeltà. Dopo che si è sposata, le peggiori paure di Elisa si avverano quando Humphrey viene trovato pugnalato a morte dalla prima moglie di Humphrey che non è morta. Era rinchiusa nel suo studio e vi era stata tenuta per anni. Ora è pazza e non poteva chiedere aiuto perché Humphrey le aveva tagliato la lingua per adulterio.
- Interpreti: Michael Rennie (Humphrey J. Orford), Antoinette Bower (Elisa Minden-Orford).

## Bad Actor
- Diretto da: John Newland
- Scritto da: Robert Bloch (sceneggiatura) e Richard Deming (soggetto) (accreditato come Max Franklin)

### Trama
Bart Conway è un attore in difficoltà con un brutto carattere e un problema con l'alcol. Si ritrova a competere con un collega attore di nome Jerry Lane per la parte di uno strangolatore. Invita Jerry nel suo appartamento per un po' di prove. Bart entra un po' troppo nel personaggio e soffoca Jerry a morte. Per coprire il suo crimine, fa a pezzi il corpo e ne dissolve la maggior parte nell'acido, ma viene interrotto. Un tenente di polizia si ferma per interrogarlo sulla scomparsa di Jerry, ma inizialmente non trova nulla che non va. Mentre se ne va, nota il secchiello del ghiaccio di Bart che contiene la testa non disciolta di Jerry.
- Interpreti: Robert Duvall (Bart Conway), Charles Robinson (Jerry Lane), William Schallert (tenente Gunderson).

## The Door Without a Key
- Diretto da: Herschel Daugherty
- Scritto da: Irving Elman (sceneggiatura) e Norman Daniels (soggetto)

### Trama
Il sergente Shaw fa il turno di notte in una stazione di polizia quando viene avvicinato da un vecchio che soffre di amnesia. Appare in seguito un ragazzo smarrito di nome Mickey Hollins. Shaw cerca di mandare l'uomo in ospedale e il ragazzo a casa. Entrambi, tuttavia, si rifiutano di andare. Alla fine arrivano più persone. Ognuno perso in un modo o nell'altro. Alla fine Shaw riesce a sgomberare tutti, tranne il ragazzo e il vecchio. Mickey rivela che suo padre lo ha abbandonato alla stazione di polizia in modo tale che sia mandato in una nuova casa. Quando sente questo, la memoria del vecchio ritorna. È ricco e ha perso la sua famiglia. Vive tutto solo in un enorme palazzo. Shaw esorta il vecchio ad adottare il ragazzo in modo che entrambi possano avere una famiglia.
- Interpreti: Claude Rains (Leonard Eldridge), Bill Mumy (Mickey Hollins), John Larch (sergente Shaw).

## The Case of M.J.H.
- Diretto da: Alan Crosland Jr.
- Scritto da: Henry Slesar

### Trama
Lo psichiatra Dr. Cooper assume Maude Sheridan che si innamora di un truffatore di nome Jimmy French. French la convince a permettergli di guardare i documenti privati del dottor Cooper. Vuole ricattare uno dei suoi pazienti. French sceglie il fascicolo di MJ Harrison. Scopre che Harrison aveva una relazione con una donna di nome Diana. French si avvicina a Harrison e chiede dei soldi. Harrison sembra d'accordo, ma invece uccide French. Il dottor Cooper dice a Maude la cattiva notizia su French. Poi rivela che Harrison non ha mai avuto una relazione. Era tutto il prodotto della sua mente turbata. Credeva così fortemente all'illusione, tuttavia, che era disposto a uccidere per proteggerla.
- Interpreti: Barbara Baxley (Maude Sheridan), Robert Loggia (Jimmy French).

## The Faith of Aaron Menefee
- Diretto da: Norman Lloyd
- Scritto da: Ray Bradbury (sceneggiatura) e Stanley Ellin (soggetto)

### Trama
Il reverendo Otis Jones è un guaritore che si ferma in una stazione di servizio per riparare la sua auto. Il proprietario della stazione Aaron Menefee è un uomo onesto che impressiona così tanto il reverendo che lui accetta di curare la sua ulcera. Aaron è attratto dalla figlia del reverendo Jones, Emily. Lascia il lavoro e si unisce allo spettacolo itinerante del reverendo. Aaron vuole sposare Emily, ma il reverendo non dà il suo permesso. Il reverendo non crede che la fede di Aaron in lui sia abbastanza forte da permettergli di sposare sua figlia. Dopo lo spettacolo ritorna nella città di Aaron. Aaron scopre che il medico della città è trattenuto da due teppisti, uno dei quali è ferito. Aaron crede che questa sia una prova di fede. Chiede al reverendo Jones di curare l'uomo ferito. I teppisti avvertono che Jones sarà ucciso se la sua guarigione per fede non funzionerà. Il risultato finale non è mai stato mostrato, ma Aaron vince in ogni caso. O la guarigione per fede funziona e la fede di Aaron viene dimostrata, oppure la guarigione per fede fallisce e Jones viene ucciso. In entrambi i casi, sembra che Aaron sarà libero di sposare Emily.
- Interpreti: Andrew Prine (Aaron Menefee), Sidney Blackmer (Otis Jones).

## The Woman Who Wanted to Live
- Diretto da: Alan Crosland Jr.
- Scritto da: Bryce Walton

### Trama
Dopo aver ucciso un benzinaio in un tentativo di rapina, Ray Bardon è ferito e ferma una ragazza di nome Lisa, chiedendo di essere portato in salvo. Lisa, rendendosi conto che la sua vita è in pericolo, è d'accordo. Mentre guida, Ray si addormenta. Improvvisamente l'auto ha una gomma a terra. Invece di scappare, Lisa cambia la gomma. Più tardi i due si fermano in un albergo. Ray si interroga sulla lealtà della ragazza e chiede perché non è scappata e non è andata alla polizia. Mentre parla, Lisa riesce a prendere la sua pistola. Rivela che l'addetto alla stazione di servizio era il suo fidanzato e che non se n'è andata perché stava aspettando un'opportunità per uccidere Ray.
- Interpreti: Lola Albright (Lisa), Charles Bronson (Ray Bardon).

## Strange Miracle
- Diretto da: Norman Lloyd
- Scritto da: Halsted Welles (sceneggiatura) e George Langelaan (soggetto)

### Trama
Pedro Sicueros finge la paralisi dopo un incidente ferroviario per riscuotere un ingente risarcimento assicurativo. Dopo aver raccolto i soldi non vuole restare sulla sedia a rotelle. Incontra una giovane ragazza di nome Maria che è davvero paralizzata. Scopre che da anni Maria si reca in un vicino santuario sacro sperando in una cura. Pedro ha un'idea. Visita il santuario e inizia a pregare. Il quinto giorno della sua preghiera si alza e finge di essere guarito. Dopo che si è alzato, le sue gambe crollano. Scopre che ora è paralizzato per davvero. Nello stesso tempo, a una certa distanza, Maria è guarita.
- Interpreti: David Opatoshu (Pedro Sicueros), Míriam Colón (Maria).

## La prova
- Titolo originale: The Test
- Diretto da: Boris Sagal
- Scritto da: Henry Slesar

### Trama
Vernon Wedge è un avvocato che viene contattato dal padre di Benjy Marino. Benjy è accusato di aver accoltellato un altro ragazzo. Vernon decide di accettare il caso, ma il suo caso per la difesa sembra senza speranza finché non scopre un test speciale in grado di determinare se la lama di un coltello è mai stata sporca di sangue. Tenta di condurre il test in tribunale, ma l'accusa si oppone. Anche senza il test, però, Vernon riesce a far scagionare Benjy. In seguito, Vernon decide di condurre il test per determinare se Benjy fosse davvero innocente. Prima che possa condurre il test, il padre di Benjy arriva e si taglia con l'arma del delitto, impedendo a Vernon di conoscere la verità sul caso.
- Interpreti: Brian Keith (Vernon Wedge), Eduardo Ciannelli (signor Marino).

## A prova di ladro
- Titolo originale: Burglar Proof
- Diretto da: John Newland
- Scritto da: Henry Slesar

### Trama
Harrison Fell è un dirigente pubblicitario che deve elaborare una campagna pubblicitaria per vendere la cassaforte antifurto 801. Harrison invita la stampa e il famigerato scassinatore Sammy Morrisey a un ballo di gala. Sfida Sammy ad aprire la cassaforte in meno di tre ore. Se Sammy riuscirà ad aprirla, potrà tenere una busta contenente 50.000 dollari che verrà conservata nella cassaforte. Se non ci riuscirà, riceverà un premio di consolazione. Inizialmente Sammy è riluttante. Ha rinunciato a scassinare le casseforti e sta provando una nuova professione. Alla fine, si decide a tentare. Alla festa, Harrison mette la busta nella cassaforte e la chiude a chiave. A Sammy vengono concesse tre ore, ma non riesce ad aprire la cassaforte. Gli viene assegnato il premio di consolazione. Harrison è contento perché il suo piano pubblicitario è un successo. Più tardi, però, apre la cassaforte e scopre che la busta contiene carta senza valore e non soldi. Sammy ha fatto uno scambio. La sua nuova professione è quella di borseggiatore.
- Interpreti: Paul Hartman (Sammy Morrisey), Robert Webber (Harrison Fell).

## The Big Score
- Diretto da: Boris Sagal
- Scritto da: Bryce Walton (sceneggiatura), Sam Merwin Jr. (soggetto)

### Trama
Dora fa da babysitter a un ricco F. Hubert Fellowes. Ha intenzione di derubarlo con il suo ragazzo Mike e il suo amico Gino. I tre compiono la rapina, ma mentre stanno per partire Fellowes ritorna e cerca di fermarli. Viene colpito e ucciso. I tre scappano con 32.000 dollari. Un sicario di nome Murphy li rintraccia e li uccide. Fellowes era un gangster di successo e la mafia ha inviato un sicario per vendetta.
- Interpreti: Evans Evans (Dora), Phillip Reed (signor Fellowes), Joseph Trapaso (Murphy).

## Profit-Sharing Plan
- Diretto da: Bernard Girard
- Scritto da: William Link e Richard Levinson

### Trama
L'ultimo giorno di lavoro di Miles Cheever gli viene organizzata una festa di pensionamento. Quando torna a casa, sua moglie gli dice che lui meritava di più dopo quindici anni di lavoro. Miles è d'accordo e quella notte va in ufficio e rapina la cassaforte. Con l'intenzione di lasciare la moglie, si dirige all'aeroporto dove incontra la sua amante. Una hostess, tuttavia, dice a Miles di mettere la sua valigia in un vano portaoggetti posteriore. Sebbene la valigia contenga i soldi dell'ufficio, Miles accetta con riluttanza. Più tardi, mentre aspetta sull'aereo, viene a sapere che è avvenuta una telefonata anonima nella quale si afferma che c'è una bomba all'aeroporto. Poiché la polizia sta perquisendo le borse, teme di essere catturato. Quello che non si rende conto è che sua moglie ha fatto la telefonata anonima. Sapeva che aveva una relazione e ha fatto la telefonata per farlo arrestare.
- Interpreti: Henry Jones (Miles Cheever), Ruth Storey (signora Cheever).

## Errore di persona
- Titolo originale: Apex
- Diretto da: Alan Crosland Jr.
- Scritto da: John T. Kelley (sceneggiatura) e James Workman (soggetto)

### Trama
Claude tradisce sua moglie Clara con la migliore amica di Clara, Margo. Dal momento che Clara ha avuto problemi con Claude, Clara chiede consiglio a Margo. Si chiede se avrebbe dovuto nominare Claude presidente della società che lei possiede. Margo dice a Claude che sua moglie divorzierà da lui. Dal momento che sarà lasciato al verde dopo il divorzio, Margo suggerisce a Claude di uccidere sua moglie. Claude ci prova, ma ci ripensa. Più tardi dice a Margo che assumerà qualcuno per farlo. Margo decide di uccidere Clara lei stessa. Offre a Clara del tè avvelenato. Clara lo beve e muore. Un uomo di nome Weeks arriva e Margo finge di essere Clara nel tentativo di sbarazzarsi di lui. L'uomo dice che è qui per ritirare una busta con dentro duemila dollari. Lui riceve la busta e poi uccide Margo pensando che fosse Clara. Weeks è stato il sicario assunto da Claude per uccidere sua moglie. I duemila dollari erano il suo pagamento.
- Interpreti: Patricia Breslin (Margo), Vivienne Segal (Clara), Mark Miller (Claude).

## The Last Remains
- Diretto da: Leonard J. Horn
- Scritto da: Henry Slesar

### Trama
Marvin Foley sta cercando di organizzare una sepoltura per il suo defunto partner. Si avvicina a un impresario di pompe funebri, Amos Duff, e gli chiede consiglio. Poiché Amos ha bisogno di denaro, consiglia il costoso servizio di Classe A. Marvin, tuttavia, rifiuta l'idea preferendo una cremazione senza il trattamento di classe A. Più tardi Amos scopre indizi e coincidenze sospette nella morte del partner di Marvin. Si avvicina a Marvin che accetta di comprare un funerale di classe A, se Amos tiene la bocca chiusa. Dopo la cremazione, Marvin si rifiuta di pagare e dice ad Amos che non può farci nulla poiché tutte le prove sono state appena distrutte. Amos, tuttavia, ha conservato una prova cruciale: il proiettile da caccia ignifugo usato da Marvin per commettere l'omicidio.
- Interpreti: Ed Gardner (Marvin Foley), John Fiedler (Amos).

## La tigre del ring
- Titolo originale: Ten O'Clock Tiger
- Diretto da: Bernard Girard
- Scritto da: William Jerome Fay

### Trama
Al manager di boxe Arthur Duffy viene offerta una potente droga da un losco personaggio di nome Boots Murphy. Boots gli dice che è una droga usata sui cavalli da corsa per trasformare i perdenti in vincitori. Arthur decide di usare la droga su uno dei suoi combattenti in declino di nome soldato Fresno. Dopo che a Fresno viene iniettata la droga, inizia a vincere. Arthur e Boots iniziano a rastrellare i soldi. Presto Fresno ha un incontro con il campione in carica. Prima del combattimento, tuttavia, Boots dice ad Arthur che ha solo altre due dosi. Determinato a vincere il combattimento, Arthur inietta a Fresno entrambe le dosi. Sfortunatamente l'overdose fa credere a Fresno di essere già sul ring. Si alza e inizia a combattere, picchiando a morte Arthur.
- Interpreti: Robert Keith (Arthur Duffy), Frankie Darro (Boots).

## Act of Faith
- Diretto da: Bernard Girard
- Scritto da: Eric Ambler (sceneggiatura) e Nicholas Monsarrat (soggetto)

### Trama
Alan Chatterton, uno scrittore senza successo, invia all'autore di successo Ralston Temple una lettera insieme a tre capitoli del suo romanzo in corso. Alice, la segretaria di Temple, convince il suo capo che i capitoli sono buoni e che dovrebbe incontrare lo scrittore e forse dargli dei soldi per finire il suo libro. Temple accetta di incontrare Chatterton, ma lo trova un odioso cafone. Tuttavia gli concede un prestito per sei mesi. Sei mesi dopo, Temple continua a finanziare Chatterton anche se il libro non è completato. Chatterton si presenta di nuovo e chiede mille dollari per potersi sposare. Temple cede alla richiesta, ma in seguito trova Chatterton che fa festa in un costoso ristorante. Temple affronta Chatterton e strappa il loro contratto. Poi va in vacanza. Più tardi, Alice dice a Temple che Chatterton ha finito il suo libro. È un best seller e sta per diventare un film. Temple si presenta in un negozio dove Chatterton sta autografando il suo libro. Con sorpresa di Temple, Chatterton gli dà una copia autografata del suo libro più tutti i soldi che gli doveva con gli interessi.
- Interpreti: George Grizzard (Alan Chatterton), Dennis King (signor Temple).

## The Kerry Blue
- Diretto da: Paul Henreid
- Scritto da: Henry Slesar

### Trama
Ned Malley ama Annie, il suo vecchio cane di razza Kerry Blue. La moglie di Ned, Thelma, diventa gelosa. Sebbene le piaccia il cane, pensa che l'amore di suo marito per esso sia malsano. Un giorno, Annie muore. Ned accusa sua moglie di omicidio e per vendicarsi infila una dose eccessiva di sonniferi nella cioccolata calda di Thelma. Mentre la moglie scivola nell'incoscienza, Ned sente degli abbai familiari. Va a indagare, ma inciampa e si ferisce mortalmente. Un vicino chiama la polizia che fa riprendere conoscenza a Thelma. Mentre il marito morto viene portato via, si chiede se avrebbe dovuto comprargli un nuovo Kerry Blue.
- Interpreti: Carmen Mathews (Thelma Malley), Gene Evans (Ned Malley).

## La perla nera
- Titolo originale: The Matched Pearl
- Diretto da: Bernard Girard
- Scritto da: Henry Slesar

### Trama
Un gioielliere vende una perla nera da 5000 dollari lasciatagli dal capitano McCabe. Quindi imbroglia McCabe di parte dei soldi che gli deve. Hubert Wilkens, l'acquirente della perla, chiede al gioielliere una seconda perla abbinata. Il gioielliere torna da McCabe. McCabe può fornirne una, ma poiché è stato imbrogliato chiede più soldi. Immaginando di poter addebitare a Wilkens un importo molto maggiore, il gioielliere accetta. Purtroppo il gioielliere scopre di essere stato truffato. McCabe e Wilkens stavano lavorando insieme. Il gioielliere ha comprato due volte la stessa perla.
- Interpreti: John Ireland (capitano McCabe), Ernest Truex (Wilkens).

## Vigilato speciale
- Titolo originale: What Frightened You, Fred?
- Diretto da: Paul Henreid
- Scritto da: Joel Murcott (sceneggiatura), Jack Ritchie (soggetto)

### Trama
Fred Riordan è un uomo appena uscito di prigione che finisce in una rissa da bar e viene ributtato in carcere. Il direttore della prigione, che è anche candidato alla carica di governatore, e il medico della prigione credono che Fred abbia semplicemente paura di affrontare il mondo esterno. Cercano di scoprire perché. Fred dice loro che quando è uscito di prigione è andato nel suo vecchio quartiere e si è reso conto che nessuno lo voleva intorno. Dice loro di essere stato contattato da un mafioso di nome Tony Wando che voleva che uccidesse un suo socio. Fred dice loro che ha finto di essere d'accordo, ma ha deciso di tornare in prigione per uscire dall'accordo. Il direttore Bragen è dispiaciuto per Fred e fa in modo che ottenga un comodo lavoro nel suo ufficio, dopo un mese di bucato e buona condotta. Fred accetta con piacere perché l'uomo che deve uccidere è proprio il direttore Bragan.
- Interpreti: Edward Asner (direttore Bragan), R.G. Armstrong (Fred Riordan).

## Compagno di scuola
- Titolo originale: Most Likely to Succeed
- Diretto da: Richard Whorf
- Scritto da: Henry Slesar

### Trama
Al college, Dave Sumner era uno studente brillante con ottimi voti. Al giorno d'oggi, tuttavia, sta avendo un periodo di sfortuna. Disperato, decide di accettare un lavoro da Stanley Towers, un losco uomo d'affari. Gli affari di Stanley sono oggetto di indagine da parte del governo. Durante un incontro, tuttavia, Stanley è scioccato nello scoprire che Dave è un agente del Dipartimento del Tesoro sotto copertura. Ha solo fatto finta di essere sfortunato per poter ottenere la merce dei loschi affari di Stanley.
- Interpreti: Joanna Moore (Louise Towers), Jack Carter (Stanley Towers), Howard Morris (Dave Sumner).

## Victim Four
- Diretto da: Paul Henreid
- Scritto da: Talmage Powell

### Trama
Durante la loro luna di miele, Joe e Madeline Drake hanno un incidente che lascia lui con una gamba malandata e lei con dolorosi mal di testa. In seguito, Joe scopre che il vecchio fidanzato di Madeline, Ralph Morrow, le ha mandato un costoso regalo di nozze. Quando Ralph si presenta a casa loro, Joe diventa paranoico. Teme che Ralph sia responsabile di una serie di omicidi con arma da taglio avvenuti nel loro quartiere. Joe va a cercare sua moglie, così come Ralph. Nel frattempo, Madeline sta tornando a casa. Sente qualcuno dietro di lei. Si infila in un vicolo, ma viene seguita. Joe arriva sulla scena solo per scoprire Madeline in piedi sopra il cadavere insanguinato di Ralph. Confessa a suo marito che pensava che qualcuno la stesse seguendo e abbia ucciso per proteggersi. Ammette poi che è successo altre tre volte da quando soffre di mal di testa.
- Interpreti: Peggy Ann Garner (Madeline Drake), John Lupton (Ralph Morrow).

## The Opportunity
- Diretto da: Robert Florey
- Scritto da: Bryce Walton (sceneggiatura), Henry Slesar (sceneggiatura) e J.W. Aaron (soggetto)

### Trama
Paul Devore è un manager di un grande magazzino infelicemente sposato. Quando sorprende Lois Callen a rubare, gli viene un'idea. Dice a Lois che non la denuncerà, se lei accetta di far parte di un suo piano. Paul vuole il divorzio, ma sua moglie si rifiuta di concederglielo perché non vuole che si prenda la metà di tutto ciò che possiedono. Quando sua moglie è fuori casa, invita Lois a casa. Lois arriva e scopre che la casa è stata svaligiata. Il furto, tuttavia, è in realtà opera di Paul. Spera che sua moglie Kate divorzi da lui ora che i suoi beni preziosi sono spariti. Paul chiede a Lois di legarlo. Lei lo fa e se ne va. Più tardi arriva Kate e dice a Paul quanto è fortunato che i ladri non lo abbiano ucciso. Invece di liberare suo marito, però, coglie l'occasione per ucciderlo.
- Interpreti: Richard Long (Paul Devore), Coleen Gray (Lois Callen).

## Organizzazione perfetta
- Titolo originale: The Twelve Hour Caper
- Diretto da: John Newland
- Scritto da: Harold Swanton (sceneggiatura) e Mike Marmer (soggetto)

### Trama
Herbert J. Wiggam lavora in una società di investimenti per Sylvester Tupper. Tupper tratta i suoi dipendenti come schiavi. Sapendo che sta per arrivare un'obbligazione di 565.000 dollari, Herbert e altri due dipendenti scontenti decidono di rubarla. Il piano è nascondere l'obbligazione nel bidone della spazzatura fino a quando la polizia non se ne andrà. Il piano va storto, tuttavia, quando uno dei poliziotti fa cadere il bidone della spazzatura. Ma non tutto è perduto. Una vecchia donna delle pulizie arriva appena in tempo per raccogliere l'obbligazione e portarla fuori con la spazzatura. Più tardi, Herbert arriva all'aeroporto. È diretto in Sud America. Arriva con la donna delle pulizie che è sua madre.
- Interpreti: Dick York (Herbert Wiggam).

## The Children of Alda Nuova
- Diretto da: Robert Florey
- Scritto da: Robert Wallsten

### Trama
Frankie Fane è un gangster americano che si nasconde dalle forze dell'ordine degli Stati Uniti in Italia. È ricercato dai funzionari statunitensi perché vende droghe agli scolari. Su suggerimento di un turista americano di nome Ainsley Crowder, Frankie visita alcuni siti turistici fuori Roma, tra cui un'antica città etrusca chiamata Alda Antica. Durante un tour, i bambini del villaggio fuori Alda Antica lo derubano. Quindi lo gettano in una fossa profonda per farlo morire lentamente. Il Dipartimento di Giustizia ha rintracciato Fane a Roma e chiede alla polizia italiana di localizzare il latitante. Un investigatore italiano chiede l'aiuto di Crowder e riescono a rintracciare Frankie nel villaggio. Quando scoprono che è scomparso, decidono di rinunciare alla ricerca, pensando che non sia stata fatta giustizia.
- Interpreti: Jack Carson (Frankie Fane), Christopher Dark (Ainsley Crowder).

## Una proposta vantaggiosa
- Titolo originale: First Class Honeymoon
- Diretto da: Don Weis
- Scritto da: Henry Slesar

### Trama
Edward Gibson, divorziato da poco, deve pagare 2000 dollari di alimenti ogni mese. Un giorno, il proprietario di una galleria d'arte arriva a casa sua per presentargli un ritratto della sua ex moglie che lei aveva precedentemente commissionato per 2500 dollari. Edward lo butta fuori senza pagarlo, ma conserva il dipinto. Più tardi, Carl Seabrook arriva e dice a Edward che sposerà la sua ex moglie con cui ha avuto una storia d'amore se Edward gli darà 10.000 dollari. Se Gloria si risposerà, Edward non dovrà più pagare gli alimenti. Edward accetta l'offerta e paga a Carl 5000 dollari in anticipo. Più tardi quel giorno, Edward si dirige a casa della sua ex moglie. Vuole darle il suo dipinto come regalo di nozze. Nel condominio della sua ex moglie, viene a sapere che è morta per un attacco di cuore quella mattina e che Carl era con lei in quel momento. Fu solo dopo la morte dell'ex moglie di Gibson che Carl si avvicinò a lui con la sua offerta. Truffato di 5000 dollari, Edward si arrabbia e chiama Carl solo per sentirsi dire che ha lasciato la città per una luna di miele di prima classe, con la sua nuova splendida moglie.
- Interpreti: Robert Webber (Edward Gibson), Jeremy Slate (Carl Seabrook).

## The Big Kick
- Diretto da: Alan Crosland Jr.
- Scritto da: Robert Bloch

### Trama
Mitch e Judy sono degli hippy disoccupati che hanno bisogno di soldi. A una festa tenuta da uno degli amici di Mitch, Bruce, Judy incontra un uomo più anziano di nome Kenneth. Kenneth non è un hippy, ma gli piace partecipare alle loro feste. Chiede a Judy un appuntamento. Mitch incoraggia Judy ad uscire con Kenneth perché sembra avere soldi. Kenneth regala a Judy un braccialetto di diamanti che Mitch prende e cerca di vendere a un gioielliere. Il gioielliere fa arrestare Mitch. Sembra che il braccialetto che Kenneth ha regalato a Judy sia stato effettivamente rubato. Con Mitch in prigione, Kenneth, che in realtà odia gli hippy, pugnala a morte Judy nel suo appartamento.
- Interpreti: Anne Helm (Judy), Wayne Rogers (Kenneth).

## Where Beauty Lies
- Diretto da: Robert Florey
- Scritto da: James P. Cavanagh (sceneggiatura) e Henry Farrell (soggetto)

### Trama
Caroline Hardy fa la casalinga per il suo fratello famoso, l'attore Collin Hardy. Delusa dalla sua stessa vita, cerca una via di fuga aumentando il suo coinvolgimento nella carriera di suo fratello. Quando Caroline scopre attraverso un sotterfugio che la ragazza di Collin si unirà a lui nelle prove fuori città della loro compagnia di recitazione, Caroline escogita un complotto con rabbia gelosa. Il risultato di quella rabbia è un'esplosione di vernici che rende Collin cieco. Caroline cerca di recitare la parte della consolatrice, incoraggiando anche suo fratello a non soffermarsi sulla presunta perdita del suo bell'aspetto.
- Interpreti: Cloris Leachman (Caroline Hardy), George Nader (Collin Hardy).

## The Sorceror's Apprentice
- Diretto da: Joseph Lejtes
- Scritto da: Robert Bloch

### Trama
Uscendo dalla sua roulotte in una fredda notte ventosa a Toledo per fumare, il mago del circo, Sadini il Grande, vede a terra un giovane privo di sensi. Sadini e il venditore di generi alimentari Milt portano il ragazzo nella roulotte di Sadini. Poco tempo dopo, entra la moglie di Sadini, Irene. Scontenta della presenza del giovane, Irene finalmente acconsente alla richiesta di Sadini di procurare da mangiare al ragazzo dopo che il ragazzo la descrive come un angelo. Il ragazzo paragona l'aspetto di Sadini a quello del diavolo.
Il ragazzo, Hugo, riprende le forze e si infatua di Irene. La segue in giro per il circo, scoprendo inavvertitamente che sta tradendo Sadini con George Morris, l'equilibrista. Hugo e George guardano insieme lo spettacolo di magia di Sadini. Hugo ne rimane affascinato, soprattutto quando Sadini sega Irene a metà e poi la "rimette insieme". Sadini offre a Hugo un lavoro al circo come assistente con i suoi oggetti di scena. Irene ha intenzione di uccidere suo marito e incastrare Hugo per il crimine. Irene usa l'incapacità di Hugo di distinguere la fantasia dalla realtà per convincere il ragazzo che uccidendo Sadini, erediterà la bacchetta magica di Sadini e ne otterrà i poteri.
A tarda notte, mentre Irene è con George, Hugo aspetta nella roulotte di Sadini. Quando Sadini arriva, Hugo lo pugnala a morte e nasconde il corpo in un baule. George arriva in stato di ebbrezza per avvertire Hugo delle intenzioni di Irene, ma sviene. Hugo lo lascia nella roulotte con il corpo e va alla roulotte di George con il mantello di Sadini e la bacchetta in mano. Cerca di convincere Irene a scappare con lui.
Sorpresa dal comportamento di Hugo, Irene cerca di scappare ma scivola e cade, battendo la testa e perdendo i sensi. Hugo raccoglie Irene e la porta alla tenda del circo. Lì, come dimostrazione dei suoi poteri magici appena acquisiti, tenta di eseguire il trucco di Sadini di "segare una donna a metà" su Irene, con suo orrore mentre si sveglia urlando. Hugo grida: "Sorridi, Irene! Sorridi! Sorridi!", mentre l'immagine sfuma nel nero.
Nel suo monologo conclusivo, Hitchcock spiega: "Non so come dirlo, tuttavia, devo dirti la verità. La sega funzionava in modo eccellente, ma la bacchetta no. Hugo era terribilmente sconvolto e Irene era accanto. Per quanto riguarda la polizia, hanno frainteso l'intera faccenda e hanno arrestato Hugo per omicidio".
- Interpreti: Brandon De Wilde (Hugo), Diana Dors (Irene).